# Avant que l'ombre... (album)
Pour les articles homonymes, voir Avant que l'ombre....
Albums de Mylène Farmer
RemixeS
(2003) Avant que l'ombre... À Bercy
(2006)
Singles
1. Fuck Them All
Sortie : 14 mars 2005
2. Q.I.
Sortie : 4 juillet 2005
3. Redonne-moi
Sortie : 7 novembre 2005
4. L'Amour n'est rien...
Sortie : 24 janvier 2006
5. Peut-être toi
Sortie : 5 juillet 2006

Avant que l'ombre... est le sixième album studio de Mylène Farmer, paru le 4 avril 2005 chez Polydor.
Composé de quinze titres (dont un caché), ce disque, entièrement écrit par Mylène Farmer et composé par Laurent Boutonnat, est doté d'instruments plus acoustiques et de textes moins sombres, la chanteuse semblant aborder l'amour de façon plus sereine.
Sorti sans aucune promotion, l’album se vend à plus de 800 000 exemplaires, porté par les singles Fuck Them All, Q.I., Redonne-moi, L'amour n'est rien... et Peut-être toi, qui se classent tous dans le Top 10. Élu album francophone de l'année aux NRJ Music Awards, il est notamment certifié double disque de platine en France et en Russie, pays où la chanson L'amour n'est rien... connaît un très grand succès.
Cet album donne également lieu à une série de 13 concerts à Bercy en janvier 2006 (tous complets) pour un spectacle intransportable.

## Histoire

### Genèse
Après l'album Innamoramento (sorti en 1999 et certifié disque de diamant) et la tournée Mylénium Tour qui a suivi, Mylène Farmer produit en 2000 une jeune chanteuse, Alizée, pour qui elle écrira deux albums à succès, dont le tube international Moi... Lolita.

En 2001, paraît son premier Best of qui inclut trois inédits, dont Les mots en duo avec Seal et C'est une belle journée. Écoulé à deux millions d'exemplaires, ce disque demeure la compilation la plus vendue pour une artiste française. Sur le tournage du clip de C'est une belle journée, la chanteuse rencontre Benoît Di Sabatino, qui devient son compagnon. 

En 2003, elle publie son premier livre, Lisa-Loup et le Conteur, et une compilation de RemixeS, qui s'écoulent à plus de 100 000 exemplaires chacun,. Elle travaille ensuite pendant près d'un an sur un nouvel album avec Laurent Boutonnat, qu'ils souhaitent plus acoustique.
En décembre 2004, ils accordent une conférence de presse afin d'annoncer une série de 13 concerts intransportables à Bercy en janvier 2006 (qui affichera complet en quelques mois) ainsi que la sortie d'un album, Avant que l'ombre..., pour avril 2005.

### Sortie
Alors que sa maison de disques souhaite sortir le titre Aime en tant que premier extrait de l'album, Mylène Farmer insiste pour imposer le titre Fuck Them All et décide de ne faire aucune promotion.
Trois semaines après la sortie de Fuck Them All, qui se classe no 2 des ventes, l'album Avant que l'ombre... paraît le 4 avril 2005 en CD-DVD et en coffret collector. Classé directement à la première place du Top Albums (position qu'il gardera durant trois semaines), il est certifié disque de platine en quinze jours pour plus de 300 000 ventes. Le 18 avril 2005, paraissent les autres supports (CD, cassette, 33 tours).
Les singles suivants (Q.I, Redonne-moi, L'Amour n'est rien..., qui connaît un grand succès en Russie, et Peut-être toi) se classent tous dans le Top 10.

Certifié disque d'or en Belgique et double disque de platine en France et en Russie, l'album s'écoule à 800 000 exemplaires et est élu « Meilleur album de l'année » aux NRJ Music Awards.
La série de 13 concerts à Bercy en janvier 2006 affiche complet en quelques mois, réunissant plus de 170 000 spectateurs. Le DVD de ce spectacle, qui paraît en décembre 2006, deviendra le DVD de concert le plus vendu par un artiste en France, avec plus de 500 000 ventes.

## Pochette
Signée par Dominique Issermann, la pochette de l'album montre Mylène Farmer allongée, de profil, les yeux fermés et le sourire aux lèvres, dans des tons rouge pourpre. Autour du cou, la chanteuse porte un collier composé de deux allumettes, en forme de croix.
La séance photo a eu lieu au Château de Millemont, dans les Yvelines.

## Liste des titres
| 1.  | Avant que l'ombre...     | Mylène Farmer | Laurent Boutonnat                | 5:57 |
| 2.  | Fuck Them All            | Mylène Farmer | Laurent Boutonnat                | 4:35 |
| 3.  | Dans les rues de Londres | Mylène Farmer | Laurent Boutonnat                | 3:51 |
| 4.  | Q.I                      | Mylène Farmer | Laurent Boutonnat                | 5:23 |
| 5.  | Redonne-moi              | Mylène Farmer | Laurent Boutonnat                | 4:22 |
| 6.  | Porno graphique          | Mylène Farmer | Laurent Boutonnat                | 4:17 |
| 7.  | Derrière les fenêtres    | Mylène Farmer | Laurent Boutonnat                | 4:05 |
| 8.  | Aime                     | Mylène Farmer | Laurent Boutonnat                | 4:12 |
| 9.  | Tous ces combats         | Mylène Farmer | Laurent Boutonnat                | 4:01 |
| 10. | Ange, parle-moi          | Mylène Farmer | Laurent Boutonnat                | 3:45 |
| 11. | L'amour n'est rien...    | Mylène Farmer | Mylène Farmer, Laurent Boutonnat | 5:05 |
| 12. | J'attends                | Mylène Farmer | Laurent Boutonnat                | 5:24 |
| 13. | Peut-être toi            | Mylène Farmer | Laurent Boutonnat                | 4:45 |
| 14. | Et pourtant...           | Mylène Farmer | Laurent Boutonnat                | 4:42 |

| 15. | Nobody Knows (titre caché) | Mylène Farmer | Laurent Boutonnat | 4:39 |

| 16. | Fuck Them All (Vidéo-clip)              | 5:01  |
| 17. | Fuck Them All (Making of du vidéo-clip) | 22:13 |

Le 28 mai 2021, l'album est réédité en double CD, le deuxième disque proposant les versions instrumentales de chaque titre.

## Description des chansons
L'album est entièrement écrit par Mylène Farmer et composé par Laurent Boutonnat, à l'exception de L'Amour n'est rien... dont la musique est co-signée avec Mylène Farmer.
Continuant dans un style plutôt pop et variétés, la chanteuse alterne les ballades avec les titres rythmés, et propose davantage d'instruments acoustiques que dans ses précédents albums (cordes, violoncelle, piano, clarinette, guitare...).

Plusieurs titres rapides font place néanmoins à des arrangements plus électroniques, à l'instar de Q.I, Porno Graphique, Aime et Peut-être toi.
Dans ses textes, toujours emplis de doubles sens et de références littéraires (Virginia Woolf, Emily Dickinson, Pierre Reverdy, Oscar Wilde, Etty Hillesum, Sylvia Plath ou encore Paul Verlaine), Mylène Farmer dévoile une écriture beaucoup plus apaisée, dans laquelle l'amour semble omniprésent et vécu plus sereinement, la chanteuse écrivant même de vraies déclarations d'amour (J'attends, Peut-être toi, Et pourtant...).

Le sexe, encore plus présent dans ce disque que dans les précédents, est représenté de façon très épanouie (Q.I, Porno Graphique, Aime, L'Amour n'est rien...), tandis que la religion est évoquée de façon plus douce et très intime, souvent considérée comme réconfortante (Avant que l'ombre..., Ange, parle-moi). 

### Avant que l'ombre...

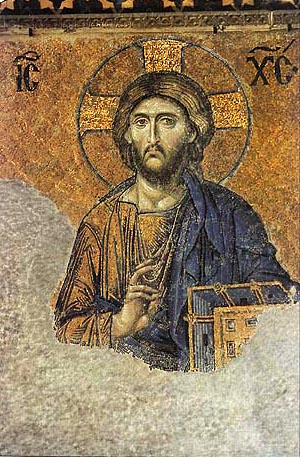
Jésus-Christ.

Après une introduction au piano, cette ballade à l'ambiance mystique propose des sons de plus en plus fournis, mêlant plusieurs variations de cordes, avant de terminer par un instrumental composé de longs cris aigus de la chanteuse.
Dans ce texte, Mylène Farmer s'adresse directement à Jésus (« Jésus j'ai peur, Jésus de l'heure ») et évoque sa propre mort. Malgré sa « peur de la douleur », elle envisage sa disparition avec une certaine sérénité car la vie lui a permis d'aimer (« Moi qui croyais mon âme sanctuaire impénétrable », « Avant que l'ombre... je sais... ne s'abatte à mes pieds, pour voir l'autre côté, je sais que... je sais que j'ai aimé »).
Cette phrase issue du refrain (« Je sais que j'ai aimé ») n'est pas sans rappeler la lettre de George Sand à Alfred de Musset du 12 mai 1834, dans laquelle elle écrit à son amant « J'ai souffert souvent, je me suis trompée quelques fois, mais j'ai aimé ».

Musset reprendra cette phrase dans sa pièce de théâtre On ne badine pas avec l'amour : « On est souvent trompé en amour, souvent blessé et souvent malheureux ; mais on aime, et quand on est sur le bord de sa tombe, on se retourne pour regarder en arrière et on se dit : "J'ai souffert souvent, je me suis trompé quelques fois, mais j'ai aimé." ».

### Fuck Them All

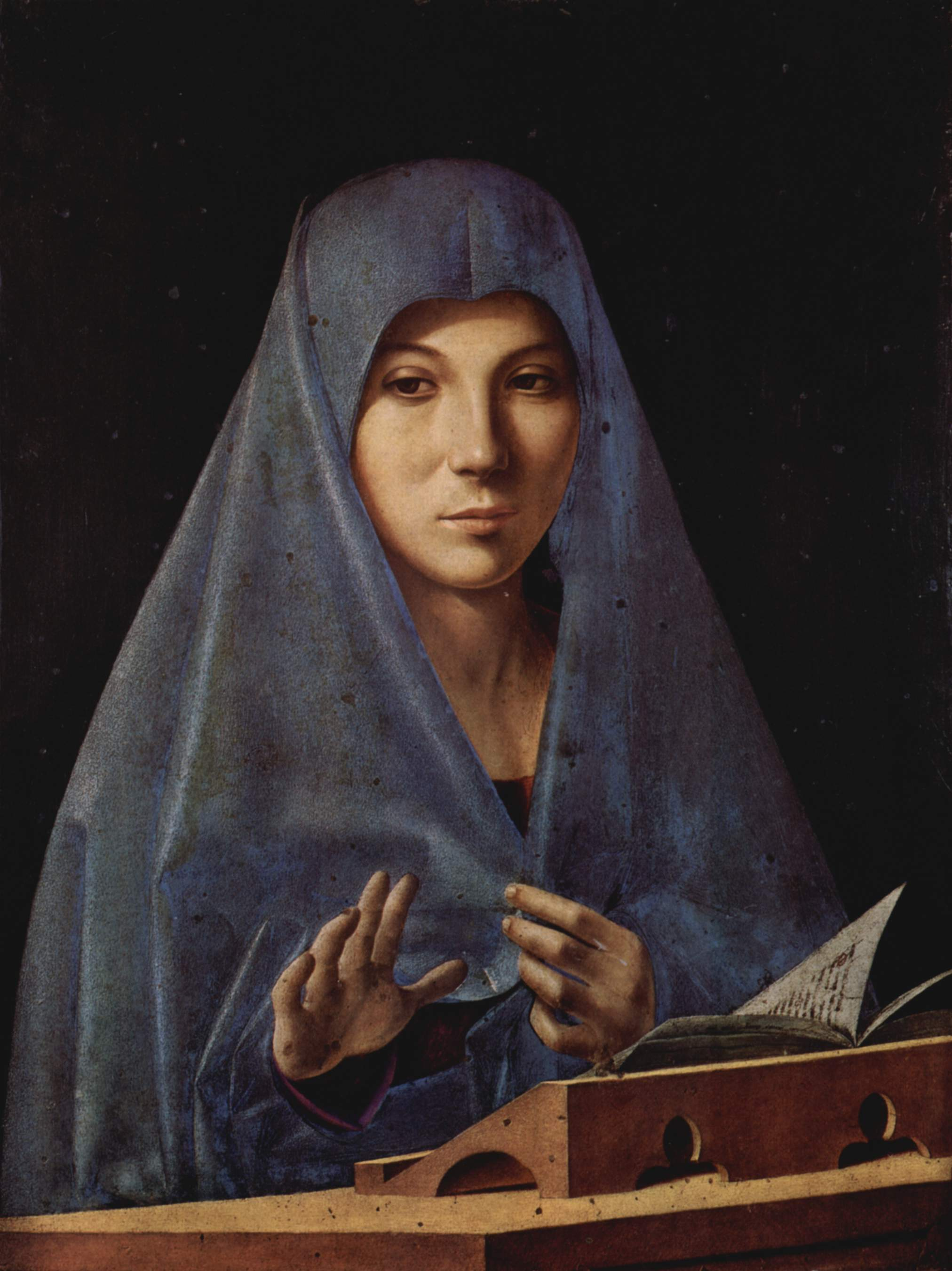
La Vierge Marie, par Antonello de Messine.

Dans ce texte féministe, la chanteuse met en opposition la violence masculine à la douceur féminine (« Faites l'amour, nous la guerre, nos vies à l'envers ») et dénonce le manque de reconnaissances des femmes, qui sont pourtant fréquemment derrière la réussite de chaque homme.

Faisant allusion à des références religieuses comme Marie, qui représente la figure féminine, et le Mur des Lamentations (« Sur le mur nos soupirs »), elle évoque le fait que les femmes sont à la fois utilisées par les hommes (« Faire de leur vie un empire »), y compris comme objet sexuel (« Faire l'amour à Marie »), et à la fois maltraitées par eux (« Et Marie est martyre »). Le titre Fuck Them All peut d'ailleurs être lu comme Fuck the mâles.
La phrase « La nature est changeante » fait quant à elle référence à un extrait d'Aphorismes d'Oscar Wilde : « Il n'existe qu'une certitude définitive sur la nature humaine, elle est changeante ».
La musique, devenant de plus en plus énergique, inclut un pont rap en anglais, qui n'est pas sans rappeler le titre American Life de Madonna, sorti en 2003.

### Dans les rues de Londres

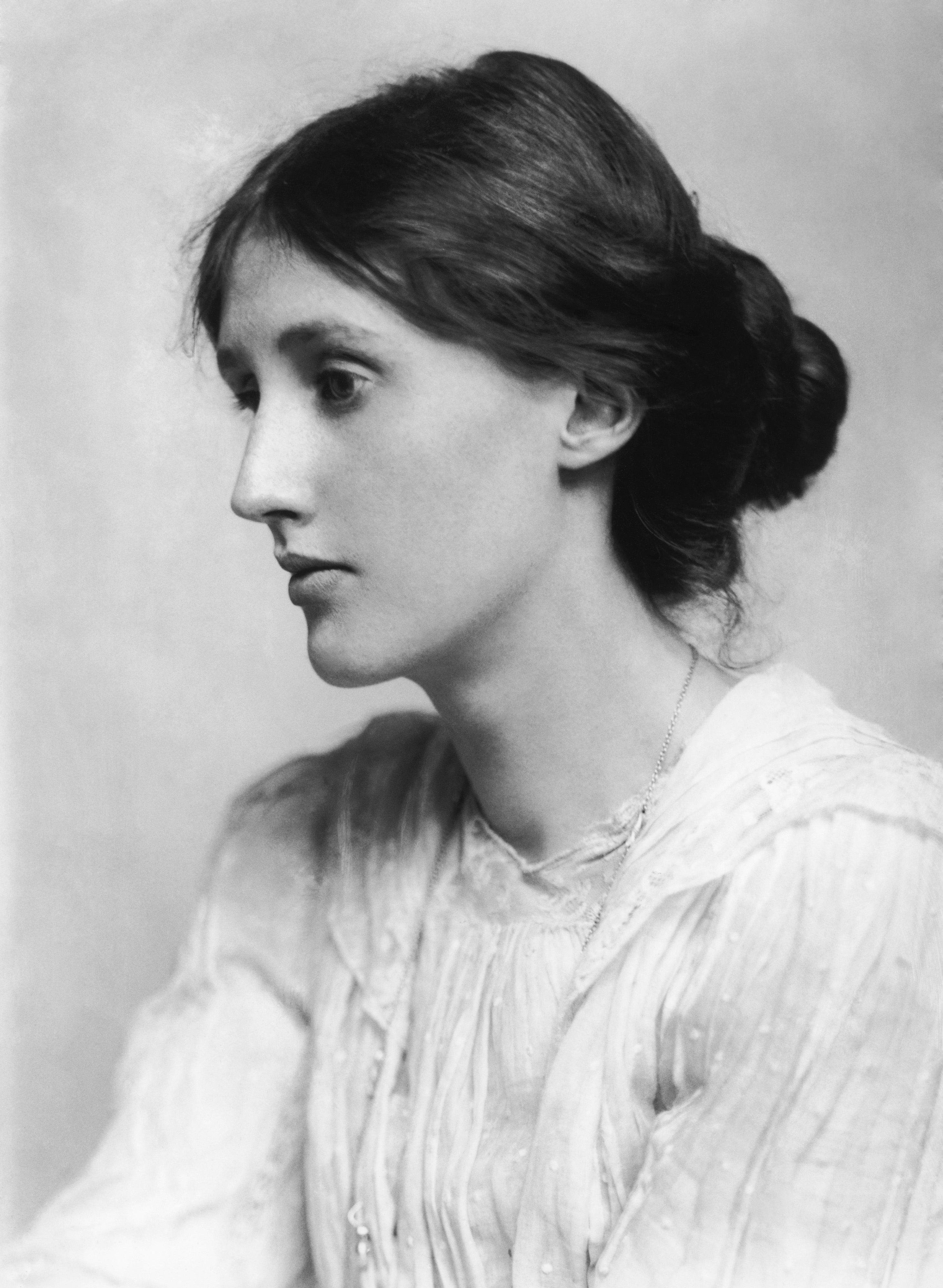
Virginia Woolf.

Sur cette ballade, la chanteuse rend hommage à l'écrivain britannique Virginia Woolf, et notamment à son roman Mrs Dalloway qui décrit la déambulation d'une femme élégante dans les rues de Londres et ses réflexions sur la vie, l'amour et la mort. Son roman Les Vagues semble également avoir inspiré la chanson, un livre dans lequel l'auteure navigue entre passé et présent (« C'est comme une lettre qui s'est écrite à l'envers ») et dont les personnages sont des facettes de conscience illuminant le sens de la continuité (« J'ai puisé plus de lumière qu'il n'en faut pour voir »).

La vie de Virginia Woolf est également évoquée, et notamment sa fin : de peur de devenir folle, elle préféra se suicider par noyade (« Coule dans ma tête un monde fou qui veut naître »). Son corps ne fut retrouvé que trois semaines plus tard (« Des lambeaux de terre me regardaient disparaître. Et parmi les pierres, je vivais et j'espérais »).
Quelques phrases rappellent également le journal intime d'Etty Hillesum, Une vie bouleversée, comme « Réduire la vie à des formules indécises, c'est bien impossible, elle, tu vois, se nuance à l'infini », « Je remets ma vie à un plus tard abandonné » ou encore « Pour simplement vivre, tenter d'atteindre une humanité ».
Des références à Pierre Reverdy font également partie de ce texte, comme « Une lettre écrite à l'envers » et « Dans ma tête il y a un monde fou ».

### Q.I

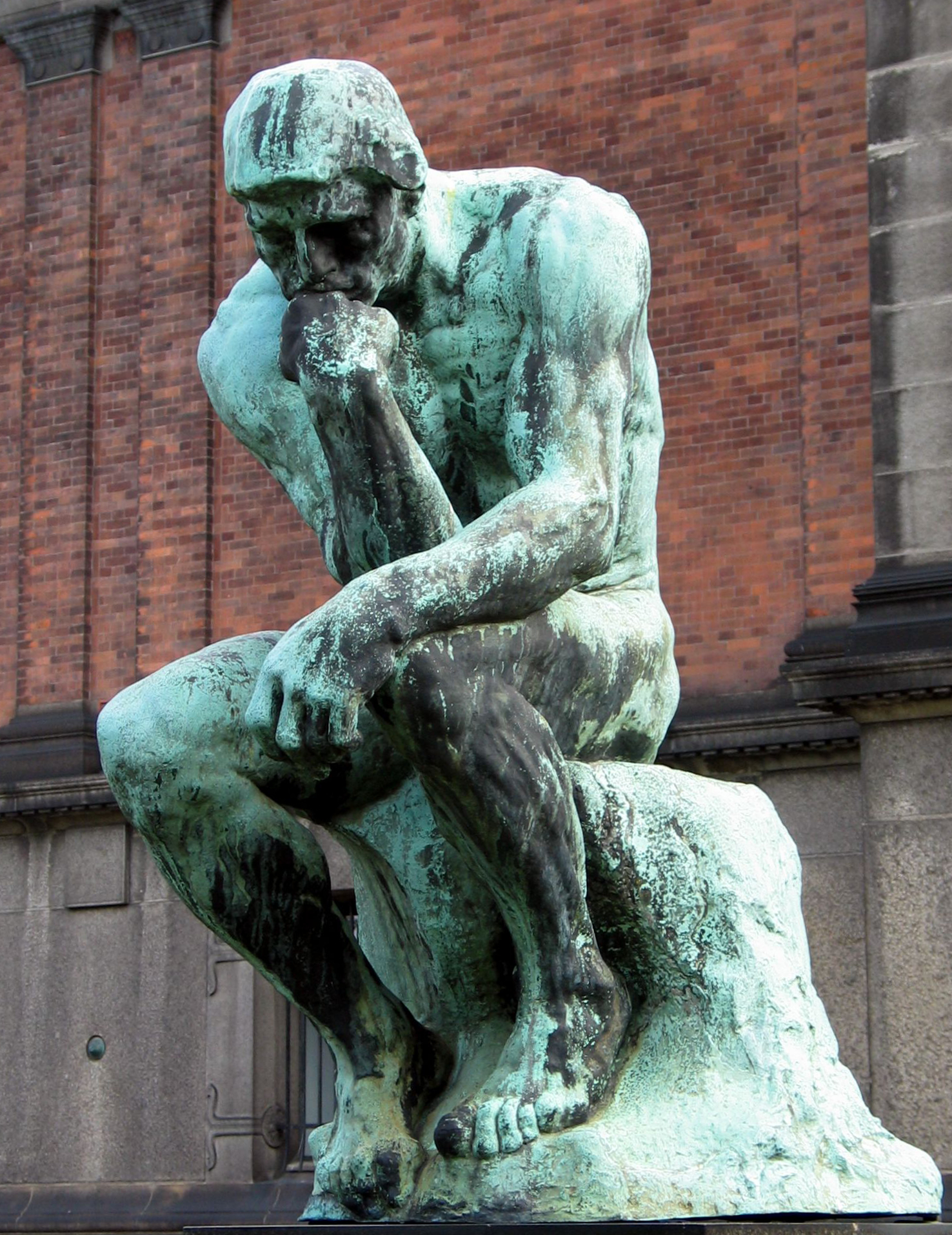
Le Penseur d'Auguste Rodin.

Sur une musique pop comportant plusieurs sons électroniques, Mylène Farmer écrit un texte coquin et assez léger, dans lequel elle s'amuse à jouer avec les mots et les sonorités afin de décrire la fusion intellectuelle et physique entre deux êtres (« Même si j'en ai vu des culs [...] Même si j'en ai vu des cas [...] Bien sûr j'en ai vu des cons », « C'est son Q.I qui eut... », « Je vis le choc de cul...ture », « Devant telle érudition, langue morte... oh non! », « S'alanguir est pour moi... », « La physique des quanta, quant à moi... »).
Dans le refrain, plus aérien, elle fait notamment référence aux sculptures d'Auguste Rodin (« Il a les rondeurs d'un Rodin ») et évoque des « plaisirs sémantiques ».

La chanson se termine en continuant de jouer sur les sonorités, mêlant le Q.I (Quotient intellectuel), le Q.é (Quotient émotionnel) et l'abréviation mathématique C.Q.F.D.

### Redonne-moi

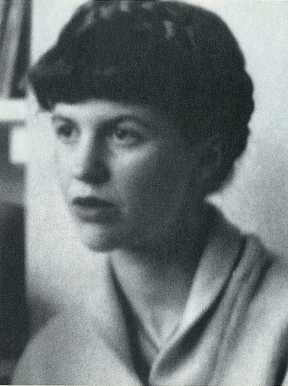
Sylvia Plath.

Cette ballade mélancolique bénéficie d'une musique très lente et minimaliste.

La chanteuse évoque un amour perdu et la difficulté à se relever après une rupture (« Redonne-moi l'autre bout de moi, débris de rêves, le verre se fêle. Redonne-moi la mémoire de ma... peut-être sève ? peut-être fièvre ? Redonne-moi pour une autre fois le goût de vivre, un équilibre »), allant jusqu'à se comparer à un fantôme (« Comme un fantôme qui se promène, et l'âme alourdie de ses chaînes »).
Certains vers font écho au poème Thalidomide de la poétesse américaine Sylvia Plath.

### Porno Graphique
Sur des rythmes électroniques comportant des boucles répétitives, Mylène Farmer chante d'une voix grave un texte prônant la liberté sexuelle et dénonçant l'uniformité (« Il y a de l'uniformité partout, de la pensée en boîte et c'est bien tout »).
Commençant par décrire un ennui physique pesant (« Mon cœur est rempli, mais mon corps s’ennuie »), les paroles deviennent de plus en plus crues (« Et quand ma langue se délie, c'est l'éloquence de mes silences »), allant jusqu'à évoquer l'annulingus (« Là, sur ton orifice ami, je m’immisce dans ta pénombre et là je fais le tour du monde »).

Rejetant toutefois la pornographie (« Je dis qu’il n’y a pas d'porno chic, mais bien que des porcs au sens strict »), elle conclut par « Mon corps se remplit, mais mon cœur aussi, et plus le corps est entravé, plus l’esprit est "libre"... délivré ».
La phrase « Tes jeux délibérés avec un dé, des dés pipés » rappelle, outre le double sens sur la fellation, des propos de Serge Gainsbourg au sujet de son double Gainsbarre.

### Derrière les fenêtres

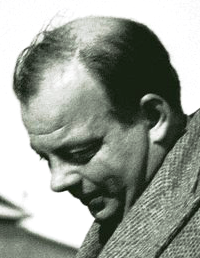
Antoine de Saint-Exupéry.

Introduite par quelques notes de piano, cette ballade, qui monte progressivement, fait également appel à un violoncelle.
Le texte évoque des âmes malheureuses qui semblent avoir perdu toute lumière intérieure(« Hommes et femmes de pierre, aux destins sans gloire, mal étreints, trop fiers, j'entends l'absence d'eux »). Prisonniers d'eux-mêmes comme d'une prison de verre, ils subissent leur vie au lieu de la vivre (« Derrière les fenêtres, des vies longtemps se perdent », « Derrière les carreaux, tombent en lambeaux des êtres »), se réfugiant parfois dans l'imaginaire (« Derrière les fenêtres, j'envie des mondes qui ressemblent aux songes »).
La phrase « La lumière est invisible à nos yeux » rappelle à la fois le livre Lumière invisible à mes yeux de Nathalie Rheims et une célèbre phrase du Petit Prince d'Antoine de Saint-Exupéry : « On ne voit bien qu'avec le cœur. L'essentiel est invisible pour les yeux ».

### Aime
Dès les premières notes, la chanson annonce un rythme entraînant, léger et efficace, pouvant rappeler C'est une belle journée ou certains titres d'Alizée.

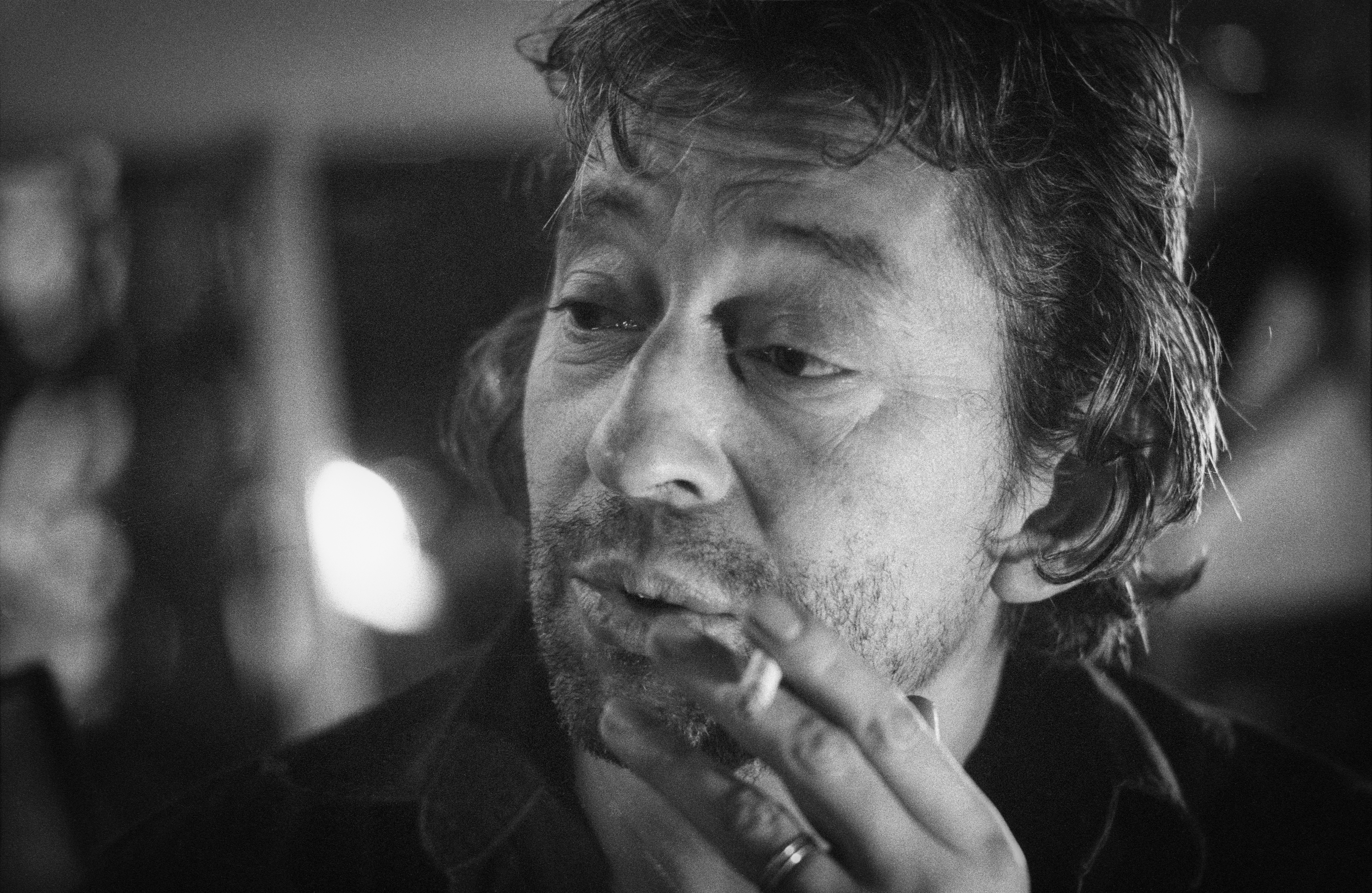
Serge Gainsbourg.

L'influence de Serge Gainsbourg est très présente dans le texte, autant dans la description aigre-douce de l'amour et l'utilisation de jeux de mots (« Souvenir de nos fiançailles... en bataille », « Tous les maux sont les mêmes », « Du pareil au blême », « Souvenirs d'émois de mai »), le style d'écriture (« Sous réflex, je pose à nue. Je suis surex, rien ne m'ex...pose plus qu'à l'inconnu », « A la force de nos poignets... d'amour ») et les double sens sexuels (« Flux de taille, un feu de failles », « Un seul être me pénètre », « Moi j'aime les "je" de l'amour, qu'il pleuve ou qu'il vienne »).

La chanteuse cite même une chanson de Gainsbourg, L'Anamour, qu'il avait écrite pour Françoise Hardy en 1968 (« Aime la lie, l'Anamour »).
Alors que sa maison de disques souhaitait sortir Aime en tant que premier extrait de l'album, Mylène Farmer insista pour imposer le titre Fuck Them All.

### Tous ces combats

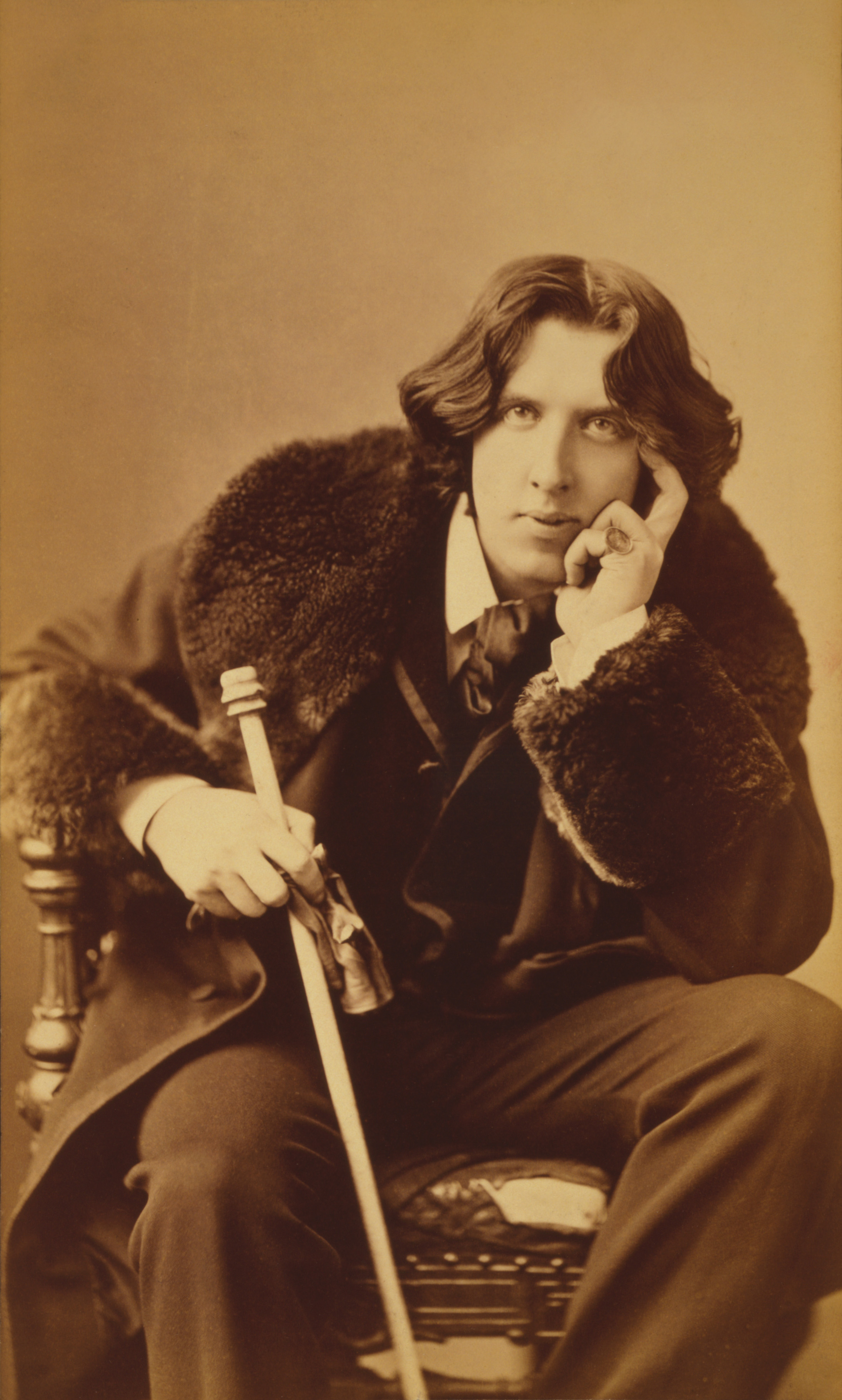
Oscar Wilde.

Dans cette ballade, dont la musicalité rappelle le titre Les mots en duo avec Seal, la chanteuse signe un texte évoquant les épreuves de la vie et les combats intérieurs qui empêchent l'être humain de parvenir au bonheur : « Tous ces combats qui brisent insouciance, mordent l'existence », « La vie nous blesse, elle nous assèche », « J'ai dans mon autre moi un désir d'aimer comme un bouclier ».
Plusieurs phrases sont inspirées d'Une vie bouleversée d'Etty Hillesum, comme « Être aussi simple, aussi muet, que tout le blé qui pousse au vent d'aimer », « J'attends que quelque chose fonde en moi », « J'attends tout "d'être" », « Aux jours livides qui semblent me dire : "Je voudrais t'immerger dans un silence" » ou encore le titre de la chanson, « Tous ces combats ».
D'autres références littéraires se cachent dans ce texte, comme « "Vivre" est ce qu'il y a de plus rare au monde » qui évoque une célèbre phrase d'Oscar Wilde, et « Mélancholia » qui, outre le titre d'un poème de Victor Hugo, est le titre d'une section de Poèmes saturniens de Paul Verlaine. Ce dernier évoque notamment le naufrage de l'âme dans son poème L'Angoisse, une image que la chanteuse reprend dans son texte (« Alors que la rage, que tout fait naufrage »).

### Ange, parle-moi

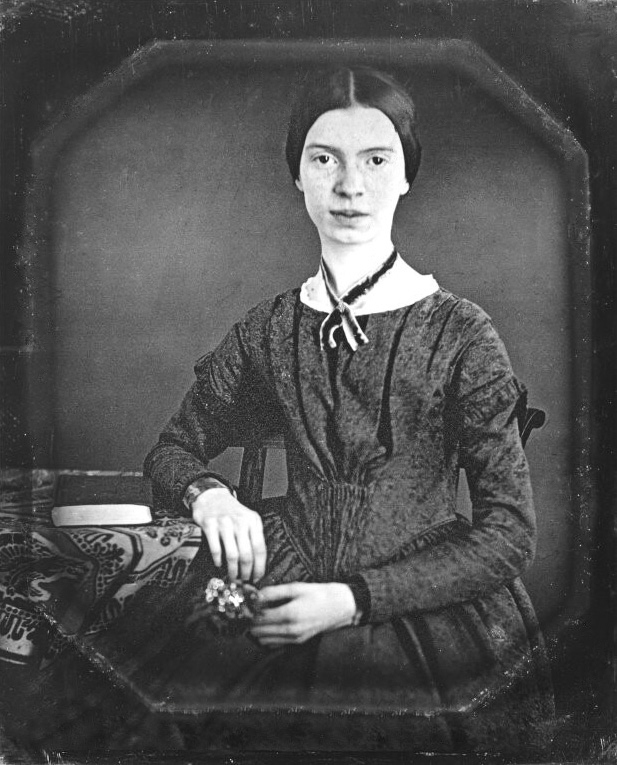
Emily Dickinson.

Alors que tous les titres de l'album enchaînaient les chansons lentes avec des titres rapides, c'est une nouvelle ballade qui suit Tous ces combats. Celle-ci est principalement à base de guitare.
Comme son nom l'indique, la chanteuse s'adresse directement à un ange (« Ange, parle-moi », « Don't let me die l'ange, Don't let me die l'archange »), une entité déjà évoquée dans plusieurs de ses chansons (L'autre, Rêver...).

Dans ce texte, elle s'inspire principalement de Quatrains et autres poèmes brefs d'Emily Dickinson, notamment dans les phrases « Le plus vaste des cœurs se brise », « L'hiver pourvu qu'on le cultive », « Dieu a rompu son pacte avec cet étranger » et « Pourquoi cette couleur trompeuse ? ».
Etty Hillesum fait à nouveau partie des références (« De voir qu'en lui, ils étaient deux »), tout comme Sylvia Plath (« Ici c'est un abri qui m'a été donné », « Je sais ce que mentir veut dire pour moi »).

### L'Amour n'est rien...

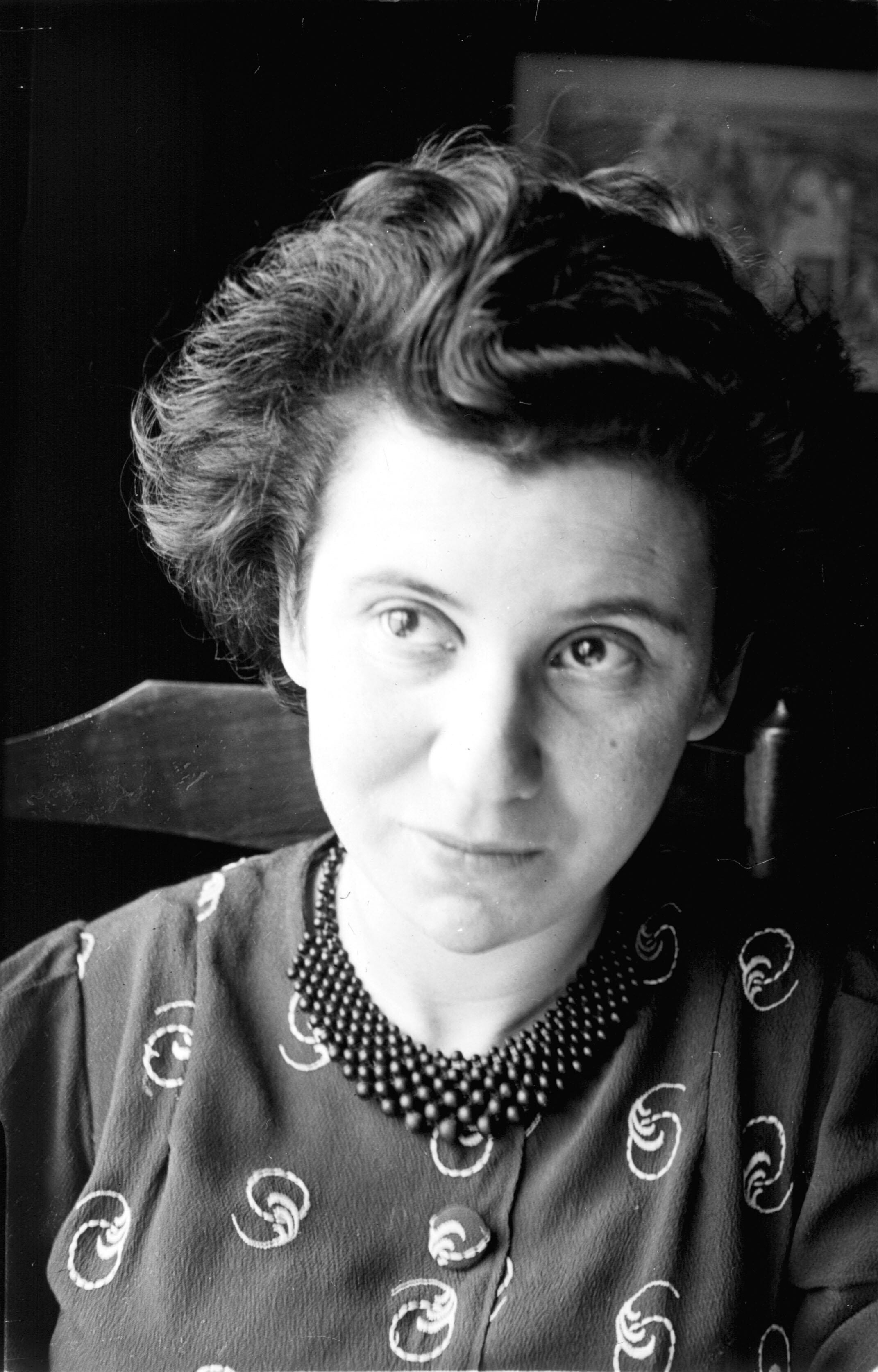
Etty Hillesum.

Sur une musique légère co-signée par Mylène Farmer et Laurent Boutonnat, dont les couplets rappellent la mélodie enfantine qui a inspiré Hou ! La menteuse de Dorothée, la chanteuse écrit un texte très coquin dans lequel elle dénonce le « politiquement » et « sexuellement correct », avouant une « envie de frémir pharaonique » et déclarant que « La vie n'est rien quand elle est tiède ».
La phrase « Obsédée du pire, et pas très prolixe » est inspirée par l'expression Les obsédés du pire utilisée par Emil Cioran dans son ouvrage Ébauches du vertige, tandis que d'autres phrases font référence au journal Une vie bouleversée d'Etty Hillesum, comme « Un peu trop physique » ou « Fi de l'ascèse ».
Utilisant de nouveau plusieurs néologismes (« Mes moindres soupirs se métaphysiquent », « Ma vie s'enténèbre », « Sans sexe je m'exsangue », « La vie est bien, elle est de miel, quand elle s'acide de dynamite »), Mylène Farmer utilise également un champ lexical lié aux planètes, tel que les mots « ciel », « célestes », « sphère », « effet de serre » ou encore « plutonique ».

### J'attends

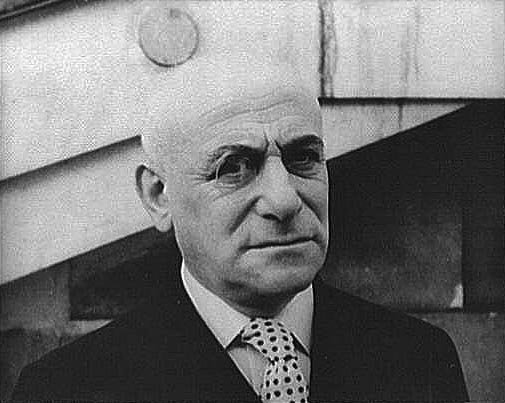
Max Jacob.

Démarrant calmement, cette nouvelle ballade se différencie des précédentes par sa montée en puissance sur la fin, où se font entendre plusieurs chœurs ainsi que des guitares électriques.
Le texte se révèle être une véritable déclaration d'amour (« Je serre de mon mieux, du plus que je puis, un amour qui m'a envahie », « T'aimer parce que c'est aujourd'hui, c'est ce qui compte vraiment », « Je t'étreins pour deux, tu es ma vie »).
L'influence de Quatrains et autres poèmes brefs d'Emily Dickinson est à nouveau présente, comme dans « Parfois avec le cœur, les larmes, bien peu aiment vraiment. Si peu souvent avec l'âme, c'est que peu aiment vraiment », « J'attends tout, l'amour est au bout » et « J'attends que le cœur l'emporte ».

Le « mur de lierre » semble quant à lui faire référence au poème Pour t'avoir aimée jusqu'au sacrilège de Max Jacob.

### Peut-être toi

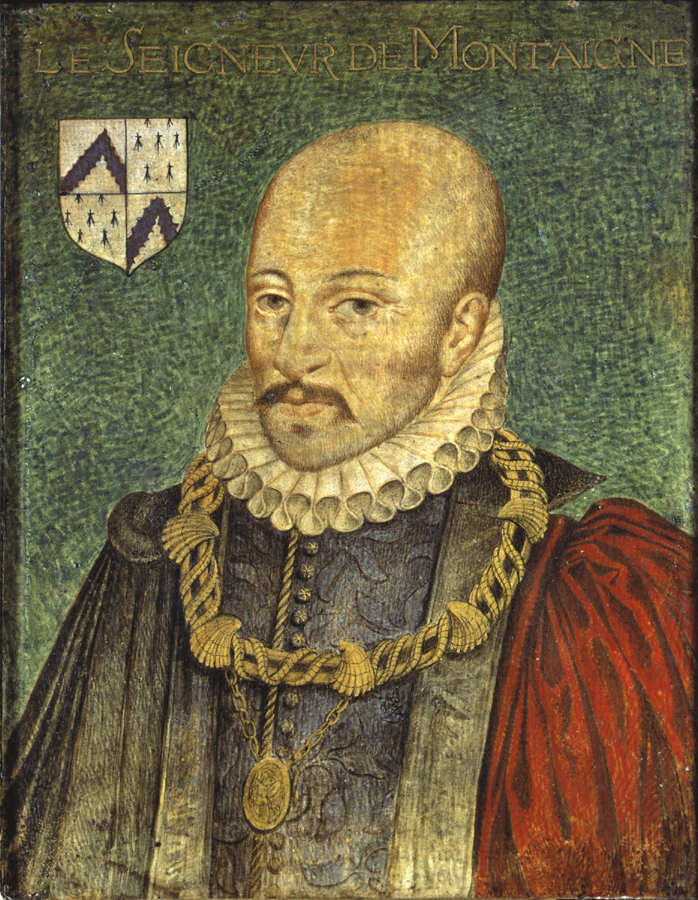
Montaigne.

Démarrant par un tonitruant « Shut up ! », repris plusieurs fois durant l'introduction, le titre est composé d'une musique électronique très rythmée, sur laquelle Mylène Farmer écrit de nouveau un texte en forme de déclaration d'amour (« Regarde-moi, nulle autre n'a l'envie de toi comme j'ai besoin de toi », « Simplement sache bien que saigne ce cœur qui bat pour toi », « Mon inquiétude d'amour cache une envie de bonheur »).
Une des phrases du refrain (« Parce que c'est toi, parce que c'est moi ») rappelle un célèbre passage de Michel de Montaigne, issu de ses Essais : « Parce que c'était lui, parce que c'était moi ».
Plusieurs vers font également référence à des écrits d'Emily Dickinson, comme « Si par mégarde la faute est mienne, alors renie-moi », « Quand l'absence désincarne et hante l'univers » ou encore « Quand la présence d'un vent calme entrouvre l'univers ».

### Et pourtant...

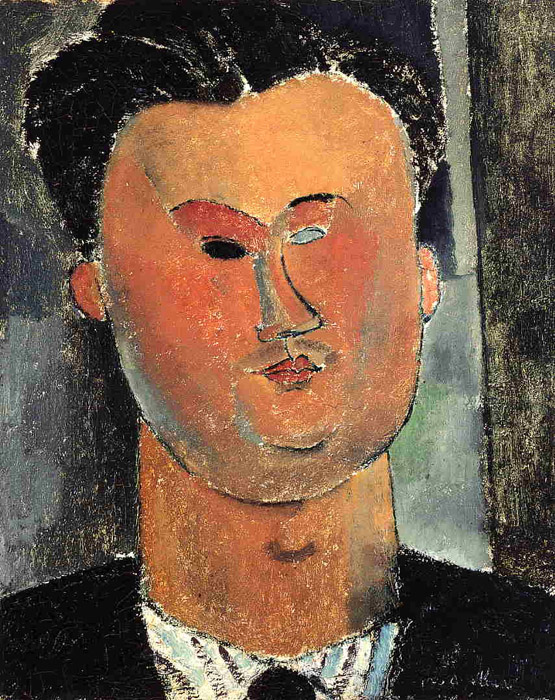
Pierre Reverdy par Amedeo Modigliani.

Cette ballade semble évoquer au début une rupture douloureuse (« Quelque chose au bout du moi qui me fait mal, mais tes lèvres ont fait de moi un éclat de toi », « Et pourtant le jour s'est couché pour éteindre le monde, et pourtant l'amour est court », « Si les roses étaient si belles fleuries, rien de grave elles n'ont pas su l'épine »).

Cependant, bien que l'amour soit la cause de cette douleur, c'est de nouveau lui qui permet de redonner goût à la vie (« L'improbable silhouette qui s'avance, imprévue dans ce silence qui guette une absence », « Là pourtant le jour s'est levé pour éclairer le monde. Comme avant, l'amour est onde »).
Des poèmes de Pierre Reverdy semblent une nouvelle fois avoir inspiré la chanteuse, notamment pour les phrases « Quand les songes m’ont réveillée », « Quand on n’ose pas crier », « Quelque chose au bout du moi qui me fait mal » ou encore « Là pourtant, le jour s’est levé pour éclairer le monde ».

### Nobody Knows
Pour la première fois de sa carrière, Mylène Farmer propose un titre caché sur l'un de ses albums.
Sur une musique énigmatique et d'une voix grave, la phrase « Nobody Knows » est répétée tout au long du refrain. Les seules autres paroles sont « L'aube a bu sa transparence. "Ghost" elle est infiniment » et « L'aube a su la Lune entendre. Nulle vie, nul ressentiment ».

## Accueil critique
- « Elle qui dansait jusqu'alors si joliment sur le fil du rasoir d'un mal-être sulfureux semble avoir enfin atteint la maturité. [...] Comme si la frêle diva avait fait la paix avec ses démons intérieurs, arrêtant de les combattre pour, enfin, vivre avec. Certes, l'ombre de la mort plane toujours mais moins lourdement que par le passé. Ce disque d'une grande douceur ne souffre finalement que d'un défaut majeur : il est le sixième album studio d'une artiste dont tout le monde attend trop. » (Rolling Stone)[21]
- « Dans Avant que l'ombre..., la singularité de l'univers musical et thématique de Mylène Farmer et de son compagnon de création Laurent Boutonnat n'est pas bouleversée mais affinée. Cordes dans tous leurs états, claviers et programmations recherchés (Boutonnat a un sens du timbre, du choix juste du tempo, de l'émotion par les machines, que les petits ingénieurs de la techno sont loin d'atteindre), mouvement entre étirement baladeur et rythmique dansante. [...] Le balancement entre chansons à rêver ou à pleurer, accroches façon hymnes pour que le corps bouge, est un art que Farmer et Boutonnat ont perfectionné d'album en album. » (Le Monde)[22]
- « Rien de bien surprenant ni de vraiment nouveau. Toujours cette voix sur le fil, à la limite de la fêlure. Toujours ce romantisme noir baigné d'une imagerie mystico-érotico-morbide plus ou moins fumeuse. » (Le Journal du dimanche)[58]
- « Si ses textes sont toujours empreints de mélancolie et que les mélodies peuvent encore assommer de tristesse, Mylène Farmer semble avoir trouvé un certain apaisement. » (La Dernière Heure)[59]
- « Textes très intimistes d'une poésie sensuelle et parfois sulfureuse, sur des musiques toutes en nuance : envoûtant ! » (France Loisirs)[60]
- « Pas très original, mais efficace. » (Le Parisien)[23]
- « Une voix moins retravaillée, des arrangements plus sobres, des textes plus doux et des sourires : Mylène Farmer semble avoir laissé ses démons au placard. Son album n'est pas pour autant révolutionnaire. » (Télé 2 semaines)[61]
- « Avant que l'ombre... s'inscrit dans la continuité. La mélodie de voix emmène les textes sur des musiques (claviers, programmations, guitares) où les ballades dominent agréablement. » (Ouest-France)[62]
- « La voix est toujours aussi aérienne, fragile, parfois tremblotante pour mieux troubler. Le piano donne le tempo mais les cordes reprennent souvent le dessus pour créer des ambiances labyrinthiques. [...] Côté textes, si la coquine en appelle parfois à Dieu lors d'une petite crise de mysticisme, elle mutine aussi gaillardement en se risquant parfois dans des univers sémantiques à la Gainsbourg. » (L'Avenir)[63]
- « Sans originalité, Mylène réussit malgré tout un album qui se laisse écouter, les nappes synthétiques de Boutonnat créant un écran de brouillard anesthésiant toute aspérité. » (Le Soir)[64]

## Singles
Cinq chansons sont sorties en single : Fuck Them All, Q.I, Redonne-moi, 
L'Amour n'est rien... et Peut-être toi.
Avant que l'ombre... a également été publié en single mais dans sa version Live, en tant que premier extrait de l'album Avant que l'ombre... À Bercy en novembre 2006.

### Fuck Them All

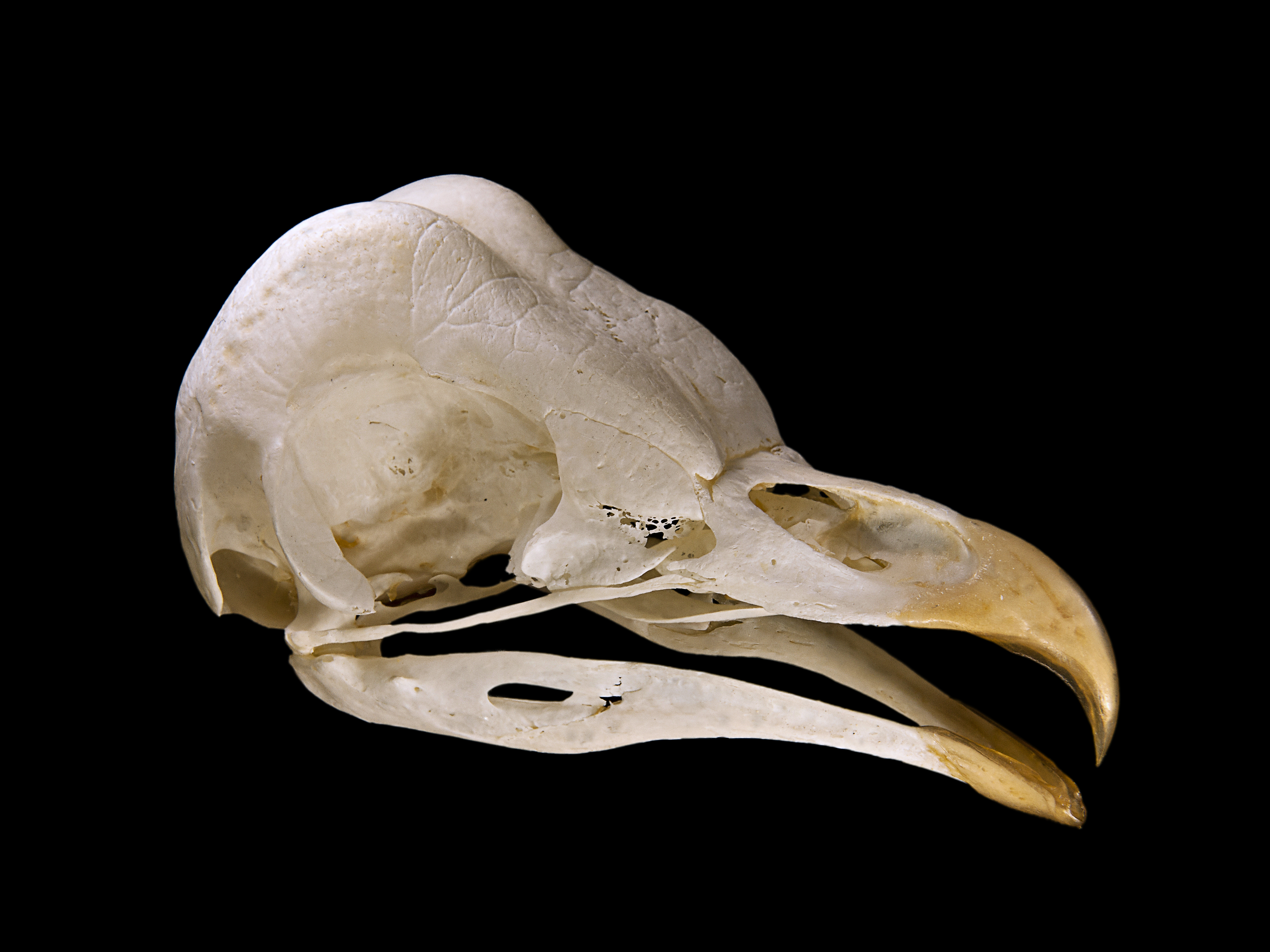
Les épouvantails du clip ont des têtes en forme de crânes d'oiseaux.

Diffusé en exclusivité sur NRJ le 9 février 2005, Fuck Them All sort en single le 14 mars 2005, soit trois semaines avant l'album Avant que l'ombre.... La chanteuse n'effectue alors aucune promotion pour ce titre, ni pour l'album.
Le clip, réalisé par Agustí Villaronga, est tourné en Roumanie, près de Bucarest, dans un décor enneigé et une usine désaffectée. Très symbolique, il met en scène Mylène Farmer dans deux rôles différents, entourée de corbeaux et d'épouvantails créés par l'artiste suisse Martial Leiter.
Certifié disque d'argent en France, le titre atteint la 2e place du Top Singles et connaît également le succès en Belgique, en Suisse, en Russie et en Israël.

### Q.I

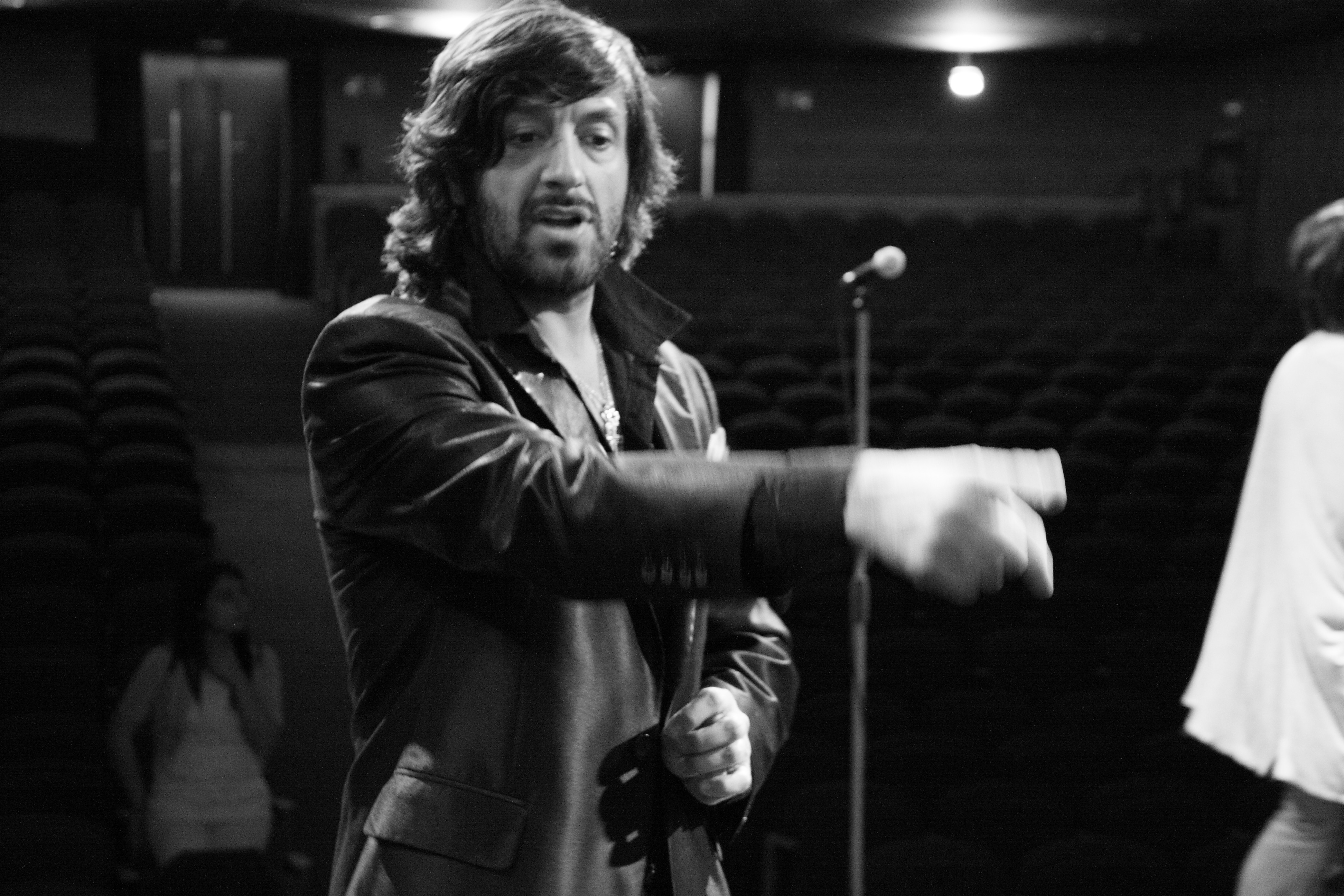
Rafael Amargo.

Diffusé en radio à partir du 13 mai 2005, Q.I sort en single le 4 juillet 2005.
Le clip, réalisé par Benoît Lestang, est tourné à Budapest, en Hongrie. Mylène Farmer a pour partenaire le danseur espagnol Rafael Amargo, avec qui elle entame un jeu de séduction, entre danse de démonstration et danse lascive.
Dès sa sortie, le titre atteint la 7e place du Top Singles, dans lequel il reste classé durant 18 semaines. Certaines radios, dont NRJ, diffuseront également le remix de Chris Cox, Sanctuary's Radio Edit.

Q.I sera la 11e chanson francophone la plus diffusée dans le monde en 2005.

### Redonne-moi

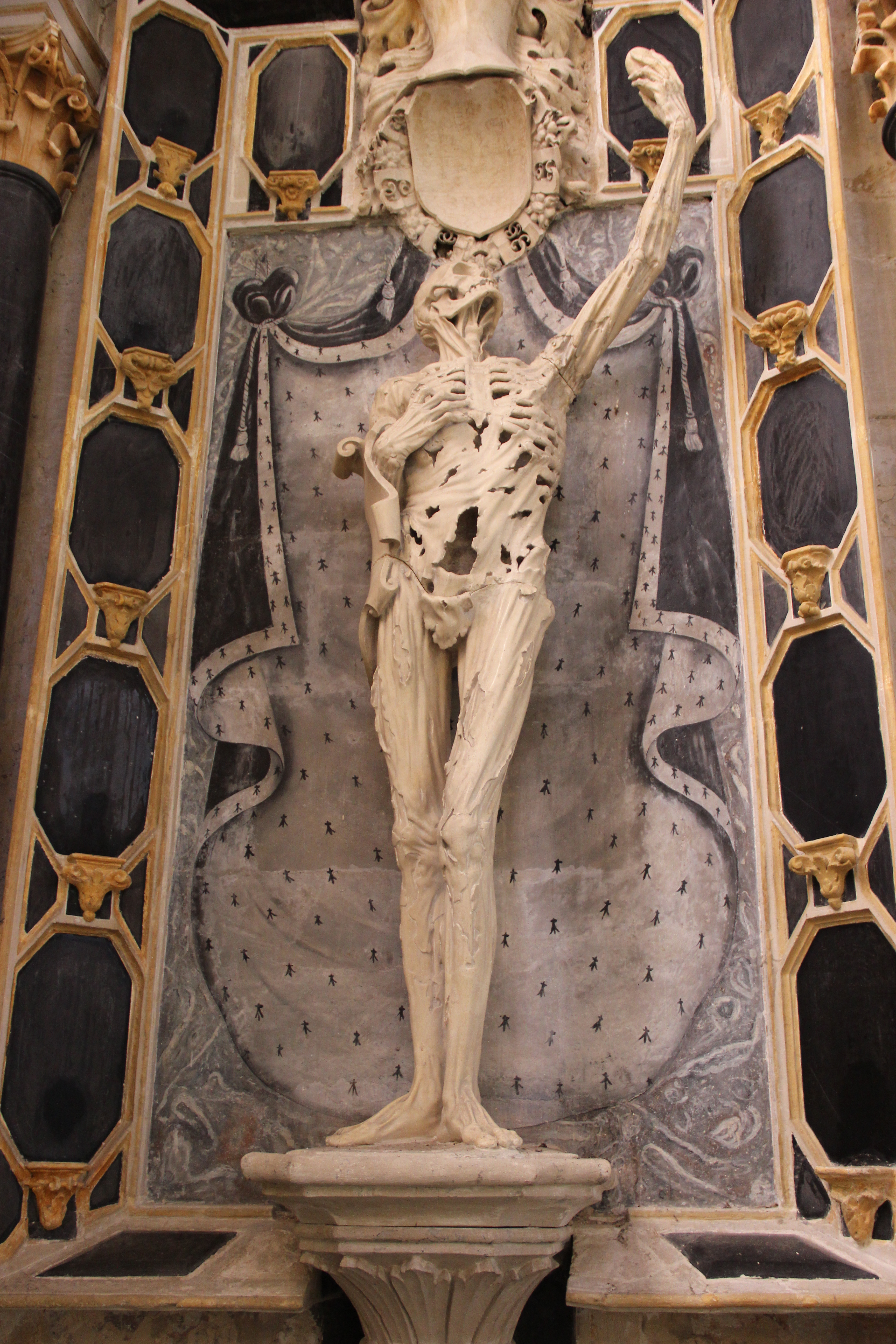
Le Transi de René de Chalon de Ligier Richier.

En guise de troisième single, Mylène Farmer impose la ballade Redonne-moi, un titre très peu commercial bénéficiant d'une musique très lente. Disponible en téléchargement le 7 novembre 2005, le single sort en physique le 2 janvier 2006, quelques jours avant que la chanteuse ne débute sa série de 13 concerts (complets) à Bercy.

Le clip, réalisé par François Hanss, se déroule dans un atelier de sculpture, dans lequel figure notamment le Transi de René de Chalon de Ligier Richier (que la chanteuse utilisera comme élément de décor pour son Tour 2009).

La vidéo met en images des ressentis du journal intime d'Etty Hillesum, une déportée juive qui a péri à Auschwitz et dont le journal intime a été publié plus tard sous le nom Une vie bouleversée. 
Redonne-moi est le seul single de l'album pour lequel la chanteuse acceptera de faire une prestation télévisée, lors de l'émission Symphonic Show le 12 novembre 2005 sur France 2.

Très peu diffusé en radio, il atteindra néanmoins la 7e place du Top 50.

### L'Amour n'est rien...
Diffusé en radio à partir du 24 janvier 2006, L'Amour n'est rien... sort en single physique le 27 mars 2006. 
Le clip, très simple, est réalisé par Benoît Di Sabatino (alors compagnon de la chanteuse). Il présente Mylène Farmer effectuant un strip-tease intégral, devant un fond noir.
L'Amour n'est rien... rencontre un très grand succès en Russie, où elle est l'une des chansons les plus diffusées de l'année 2006.

En France, le titre connaît également le succès, atteignant la 7e place du Top Singles, dans lequel il reste classé durant 18 semaines.

### Peut-être toi
Peut-être toi, qui était la chanson d'ouverture du spectacle Avant que l'ombre… À Bercy en janvier 2006, est choisi pour devenir le dernier extrait de l'album. Envoyé aux radios à la fin du mois de juin 2006 dans une version légèrement écourtée, il sort en version digitale le 5 juillet 2006 et en physique le 21 août 2006.
Le clip est un animé réalisé par Naoko Kusumi et dessiné par Kazuchika Kise, sur un scénario de Katsuhiro Ôtomo (célèbre pour son manga Akira), d'après une bande dessinée de Osamu Tezuka.

Mettant en scène une jeune femme rousse et son compagnon poursuivis par une horde de cyborgs qu'ils doivent combattre, il a été sélectionné en compétition lors du 15e Anima Mundi International Animation Festival qui s'est déroulé au Brésil en juillet 2007.
Dès sa sortie, le titre atteint la 3e place du Top Singles, dans lequel il reste classé durant 15 semaines.

## Classements et certifications
Dès sa sortie, Avant que l'ombre... se classe directement à la première place des ventes en France et restera no 1 durant trois semaines.
 
Huitième meilleure vente de l'année 2005, il est élu « Meilleur album de l'année » aux NRJ Music Awards.
Certifié double disque de platine en France, où il avoisine les 700 000 ventes, l'album reçoit également un double disque de platine en Russie et un disque d'or en Belgique. Il s'est écoulé au total à 800 000 exemplaires.
| Classement                       | Meilleure position |
| -------------------------------- | ------------------ |
| Belgique (Flandres Ultratop)     | 48                 |
| Belgique (Wallonie Ultratop)     | 1                  |
| Estonie (Estonia Top 100 Albums) | 10                 |
| Europe (European Top 100 Albums) | 14                 |
| France (SNEP)                    | 1                  |
| Grèce (Top Albums)               | 5                  |
| Québec (Top Albums Québec)       | 43                 |
| Suisse (Schweizer Hitparade)     | 2                  |
| Russie (Russian Album Charts)    | 1                  |

| Classement annuel (2005)     | Position |
| ---------------------------- | -------- |
| Belgique (Wallonie Ultratop) | 5        |
| France (SNEP)                | 8        |

| Classement annuel (2006) | Position |
| ------------------------ | -------- |
| France (SNEP)            | 105      |

| Classement annuel (2021)     | Position |
| ---------------------------- | -------- |
| Belgique (Wallonie Ultratop) | 195      |

### Certifications
| Pays     | Certification |
| -------- | ------------- |
| Belgique | Or            |
| France   | 2 × Platine   |
| Russie   | 2 × Platine   |

## Crédits
| - Paroles : Mylène Farmer - Musique : Laurent Boutonnat - Sauf L’Amour n’est rien… (Mylène Farmer et Laurent Boutonnat) - Programmation, claviers et arrangements : Laurent Boutonnat - Guitares : Philippe Paradis - Basses : Philippe Chayeb - Batteries : Loïc Pontieux - Guitares Ange parle-moi, Et pourtant… : Jean-Marie Ecay - Piano Ange parle-moi, Et pourtant…: Yvan Cassar - Violoncelle Derrière les fenêtres : Jean-Philippe Audin - Clarinette Redonne-moi : Jérôme Devoise - Percussions et xylophone : Pol Ramirez del Piu | - Arrangements cordes : Jean-Jacques Charles et Graham Preskett - Chœurs : Mylène Farmer - Prise de son et mixage : Jérôme Devoise - Enregistré et mixé au Studio Guillaume Tell (Paris) - Assistant : Tristan Monrocq - Management : Thierry Suc pour TS3 - Production exécutive : Paul van Parys pour Stuffed Monkey - Assistante de Mylène Farmer : Brigitte Gautier - Assistante de Laurent Boutonnat : Emeline Chetaud - Administration : Corinne Potier - Photos : Dominique Issermann - Design : Henry Neu pour Com'N.B |